# Кочарян, Роберт Азатович
Роберт Азатович Кочарян (25 сентября 1963) — советский и армянский футболист, нападающий.
Начинал играть в команде второй лиги «Спартак» Октембрян в 1984 году. 4 марта 1985 дебютировал в высшей лиге в составе ереванского «Арарата» в домашней игре против «Жальгириса» (3:3) — вышел на замену на 56-й минуте и на 88-й минуте установил окончательный счёт. 16 июля в матче против «Факела» (3:0) сделал хет-трик. Провёл за команду 95 матчей, забил 18 голов и в начале 1989 года перешёл в клуб первой лиги «Котайк» Абовян. В чемпионате Армении выступал за «Котайк» (1992), «Арарат» (1993—1994) и Азнавур (1994—1995/96).